# 花〜すべての人の心に花を〜
「花〜すべての人の心に花を〜」（はな すべてのひとのこころにはなを）は、沖縄県出身の音楽家（歌手、作詞家、作曲家）、平和運動家、政治家である喜納昌吉の代表的な楽曲。
オリジナルの曲名は「すべての人の心に花を」だが、レコード会社がつけた「花」という副題も浸透している。
1995年に石嶺聡子によるカバー（TBSテレビ・ワイドショー「スーパーワイド」のエンディングテーマ曲に採用）でヒットした。

## 概要
「すべての人の心に花を」というフレーズは1964年東京五輪のアナウンサーの実況がもとになっている。
1964年東京オリンピックの閉会式では、整然たる入場行進がされた開会式とは逆に、選手たちは各国入り乱れ、肩を組み、肩車をし、踊り、笑う者あり、別れを惜しんで泣く者あり、互いに祝福し合いながら入場行進を行った。そこには国境や人種といった人類の垣根を越えた「平和の祭典」の姿がたち現れていたが、テレビの中継でこの模様を見た喜納は涙がこみ上げる感動を覚えたという。
実況のアナウンサーの、「泣いています……笑っています」という言葉とともに、この日の感銘が歳月の中で喜納の中で発酵して生まれたという。
オリジナル・バージョンは、1980年に喜納昌吉&チャンプルーズの2枚目のアルバム『BLOOD LINE』に収録。
シングル発売もされた。ここでは、喜納友子（昌吉の前妻）がボーカル、ゲストのライ・クーダーがギター、スライド・ギター、マンドリンを演奏。
日本国内はもちろん、台湾、タイ、ベトナム、アルゼンチンをはじめ世界60か国以上で、多数のアーティストにカバーされている。それらのカバーの中にはヒットしたものも多い。
タイでは1985年にバンド、カラワンがカバーしてヒットしたのをきっかけにアイドル歌手が相次ぎカバー、1987年には､マリ・バンドが8週連続ヒットチャート1位を独占する大ヒット。1991年のダヌポン・ケオカンのバージョンもヒット。
台湾の周華健（エミール・チョウ）が1993年にカバーした「花心」は全中華圏を席巻するメガヒットとなった。
日本国内では、1990年におおたか静流が歌うカバーがAXIAのCMに起用され話題になったり、1995年に石嶺聡子によるカバー（TBSテレビ・ワイドショー「スーパーワイド」のエンディングテーマ曲に採用）がヒットしている。
1999年の読売新聞調べによると、全世界で3000万枚を売り上げたという。
2006年、文化庁により日本の歌百選に選定されている。
1996年6月に沖縄県名護市で発生した女子中学生拉致殺害事件を受け、被害者が在住していた地域の地元住民が1997年2月に結成したボランティア団体「子どもたちを守る会『花』」は、この楽曲の名前と、親子が互いを想う内容の民謡「てぃんさぐぬ花」が名前の由来となっている。この会には喜納も賛同しており、喜納は同会が主催するイベントに出席している。また、同事件の私会社遺族が会長となって結成された沖縄県の犯罪被害者家族会「花の会」の名前もこの曲が由来である。

## この曲をカバーしたアーティスト

### 国内
- 秋川雅史
- 雨谷麻世
- 新垣勉
- 石川さゆり「特選集～越前竹舞い」（1991年6月21日）
- 石嶺聡子「花」（1995年5月10日）：映画『ひめゆりの塔』主題歌、TBS系・ワイドショー「スーパーワイド」エンディングテーマ曲
- イルカ
- INSPi
- おおたか静流「静流-Sizzle-」（2000年12月1日）
- 乙女椿「沖縄のうた」（2005年7月6日）
- 加藤登紀子「沖縄情歌」（2003年5月28日）
- 河内家菊水丸
- 城南海（2019年5月8日 アルバム『ウタツムギ』収録）
- 木村弓「流星」（2003年11月21日）
- 木山裕策（2020年12月16日 アルバム『花 麗しき日本の愛唱歌』に収録）
- 香西かおり「綴織百景VOL.2 花」（1992年12月2日）
- 香坂みゆき
- 伍代夏子
- 東風「言花～コトバナ～」（2005年8月24日）
- 小林幸子「小林幸子特選集　やんちゃ酒」（1999年5月1日）、アルバム『 エンカのチカラ -GORGEOUS 90's-00's-』（2009年4月22日）
- 崎谷健次郎（2010年10月21日、弾き語り）
- 佐々木秀実
- サザンオールスターズ
- ザ・フォーク・クルセダーズ
- 沢田知可子「花心」（2007年9月26日）
- SANDii「COME AGAIN」（1991年2月20日）
- ジェイク・シマブクロ「春よ、来い」（2007年2月21日）
- 姿月あさと
- SISTER KAYA「たからもの」（2005年4月27日）
- 島倉千代子
- 島津亜矢（2010年10月6日 アルバム『Singer』に収録）
- シュガーランチ「花～すべての人の心に花を～」（2003年7月30日）
- 惣領智子「花」（1990年12月21日）
- ダイアモンド☆ユカイ（2019年7月2日、アルバム『The Best Respect〜Respect In Peace...』収録）
- ダークダックス「日本の抒情歌 ふるさと紀行」（1997年9月26日）
- チュラマナ「楽園の虹」（2007年5月23日）
- 辻仁成「JINSEI CONCERT IN PARIS - EP」 （2006年2月22日、配信）
- 永井みゆき「全曲集'95～応援歌でヨイショ」（1994年11月2日）
- 中島啓江
- 夏川りみ「南風」（2002年3月21日）
- PANG「Rela～x」（2006年2月22日）
- 氷川きよし（2019年10月22日 アルバム『新・演歌名曲コレクション10. -龍翔鳳舞-』に収録）
- BEGIN「涙そうそう」（2000年3月23日）
- ペギー葉山 シングル（1987年1月）
- hiro「Naked and True（隠しトラック）」（2002年8月7日）
- PE'Z「日本のジャズ -SAMURAI SPIRIT-」（2006年7月19日）
- FOOT STAMP
- 普天間かおり
- 松平健「花～すべての人の心に花を～」（1984年9月21日）、「THE VOICE」（2005年7月21日）
- 松本英子（加藤いづみとデュエット）
- 水森かおり
- 三山ひろし（2021年12月8日 アルバム『こころの歌~三山ひろし叙情歌を唄う~』に収録）
- 宮良牧子
- 美輪明宏「日本の心を歌う」（1999年8月27日）
- May J. 「Heartful Song Covers」（2014年3月26日）
- 米良美一（2002年11月6日 アルバム『すべての人の心に花を』に収録）
- やなわらばー
- 由紀さおり安田祥子姉妹
- 琉球アンダーグラウンド
- 島田歌穂＆島健「Duo 4」収録（2017年12月）
- 山崎陽子（2018年 アルバム『HOMEMADE』に収録、ユニット名 wai-wai family）
- 外囿祥一郎& 西久保友広（2019年アルバム『プレリュード』に収録）
- テレサ・テン「テレサ・テン/全曲集‘92」

### 国外
- A.S.A.P.（米国）
- イーリン（ベトナム）
- エナータ（ジャマイカ）
- ウヨンタナ（モンゴル）
- 周華健（エミール・チョウ）（台湾）
- カラワン（タイ）
- キムチー（ベトナム）
- グラシェラ・スサーナ・ウィズ・サンドラ・アロンソ（アルゼンチン / 日本）
- クリスティ・シュー・ウィズ・ロジック・システム
- コッピョル（韓国）
- ジェイク・シマブクロマンドリン（ハワイ：米国）
- ジョウイ・イー・ティン（中国）
- スーザン・オズボーン（米国）
- ソッチーマ（カンボジア）
- ダヌポン・ゲーオガン（タイ）
- タリカ・サミー（米国 / マダガスカル）・ウィズ・ヘンリー・カイザー&デヴィッド・リンドレー
- ティエリー・サウマ（フランス）
- デティ・クルニア（インドネシア）
- テレサ・テン（台湾）
- テレサ・ブライト（ハワイ：米国）
- トゥアンダット（ベトナム）
- ネイティブ・タン（米国）
- ヘイリー・ウェステンラ（ニュージーランド）
- マリ・バンド（タイ）
- ヤドランカ･ストヤコヴィッチ（ボスニア）
- リチャード・クレイダーマン：ピアノ（フランス）
- ロバート・ジェイ（ドイツ）
- ワルジーナ（インドネシア）
- ステイーブン・マ (香港）